# Lukaya (district)
Pour les articles homonymes, voir Lukaya.
Le District de la Lukaya est un district de l'est de la province du Kongo central en république démocratique du Congo, contigu à Kinshasa.